# Pedro Laín Entralgo

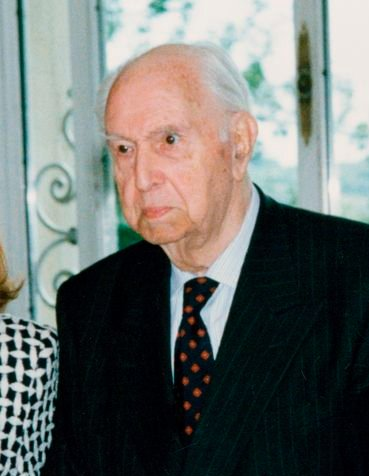
Pedro Laín Entralgo, 1996

Pedro Laín Entralgo (* 15. Februar 1908 in Urrea de Gaén, Provinz Teruel; † 5. Juni 2001 in Madrid) war ein spanischer Arzt, anthropologischer Mediziner, Medizinhistoriker und Schriftsteller. Er ist ein Vertreter der Madrider Schule des Existentialismus und hat insbesondere die Generationentheorie von Ortega y Gasset weiterentwickelt.

## Leben
Entralgo war Sohn eines Landarztes. Er veröffentlichte Gedichte, Erzählungen und Romane. Nach einem Studium der Chemie und Medizin in Saragossa und Madrid arbeitete er in der Psychiatrie. Im Jahr 1958 wurde er zum Mitglied der Leopoldina gewählt. Seit 1951 war er korrespondierendes Mitglied der Heidelberger Akademie der Wissenschaften und seit 1955 des Wissenschaftlichen Beirates der Sachbuchreihe Rowohlts deutsche Enzyklopädie.
Zu den erhaltenen Auszeichnungen gehörte der Prinz-von-Asturien-Preis (1989). Entralgo war Mitglied der Akademien für Sprache, Geschichte und Medizin.
Entralgo hielt die Unterstützung für Hitler und Mussolini für seinen schlimmsten  politischen Fehler.
Entralgo prägte um das Jahr 1950 in seiner „Historia Medica“ den Terminus »Heidelberger Schule«, deren Ziel es sei, »eine Tätigkeit des Menschen für den Menschen zu sein«. Entralgo bezeichnete die Heidelberger Schule, die Verbindung von naturwissenschaftlicher Schulung und anthropologischer Orientierung, als den »Durchbruch eines neuen Weges in der Geschichte der Medizin«. Entralgo sah den revolutionären Beitrag Sigmund Freuds zur Beschreibung der Diagnose in Medizin, Psychiatrie und Psychoanalyse in der Einführung der Lebensgeschichte oder der biographischen Erzählung des Patienten als integralem Bestandteil der Anamnese. Diesen Anspruch sah Entralgo in der Heidelberger Schule verwirklicht.

## Schriften
- Espana como problema / Spanien als Problem. (1940).
- Bichat. Seleccion, notas y estudio preliminar. In: Ediciones el Centauro, Clasicos de la medicina, 1946.
- Hipocratismo, Neohipocratismo y Transhipocratismo. In: Asclepio. Band 16, 1964, S. 5–18.
- La medicina hipocrática. Madrid 1970.
- Sobre la amistad/Über die Freundschaft. (1972).
- Teatro del Mundo/Theater der Welt. (1986).
- Esperanza en el tiempo crisis/Hoffnung in Zeiten der Krise. (1993).
- mit Luis Rosales und José Antonio Maravall: Vicente Huidobro (1893-1948), Band 12 von Cuadernos Hispanoamericanos, Verl. Instituto de Cooperación Iboamericana, Madrid 1993.
- Historia universal de la Medicina. 4 Bände. Madrid / Rio de Janeiro 1972–1974; Neuausgabe: Masson 1998, ISBN 978-84-458-0670-8.
- Was ist der Mensch?

als Mitarbeiter
- Vorwort (Prólogo) zu: José Barón Fernández: Miguel Servet. Su vida y su obra. Colección austral, 92 A Historia, Verlag Espasa Calpe, Madrid 1989, ISBN 84-239-1892-0.